# Megachile sicula
Megachile sicula är en biart som först beskrevs av Rossi 1792.  Megachile sicula ingår i släktet tapetserarbin, och familjen buksamlarbin.

## Beskrivning
Ett bi med svart grundfärg och rödbrun päls på huvud och mellankropp samt mörka vingar.

## Ekologi
Arten är den främsta pollinatören av Ophrys melitensis (en orkidé släkt med flugblomster). I övrigt besöker den blommor som ärtväxter och videväxter. Honan konstruerar runda bon av lera blandat med sekret från spottkörtlarna. Bona placeras på klippytor eller runt grenar. Sekretet, som består av långa kedjor av olika kolväten, gör dem vattenavvisande och mycket hållbara.

## Utbredning
Megachile sicula förekommer framför allt i Medelhavsområdet.

## Underarter
Arten har följande underarter:
- M. sicula sicula (Rossi, 1794)
- M. sicula perezi Lichtenstein, 1879